# Station Nord
Die Station Nord ist eine grönländische für militärische und wissenschaftliche Zwecke betriebene Station im Nordost-Grönland-Nationalpark.

## Lage
Die Station Nord liegt rund 1700 km nördlich des Polarkreises und rund 930 km südlich des Nordpols auf der Prinsesse Ingeborg Halvø (Prinzessin-Ingeborg-Halbinsel) im nördlichen Kronprins Christian Land. Weiter nördlich liegen nur die ehemaligen Stationen Brønlundhus und Kap Harald Moltke am Jørgen Brønlund Fjord im Peary Land. Von der Station Nord aus sind es rund 720 km ostwärts bis nach Longyearbyen auf Spitzbergen, 1100 km westwärts bis nach Qaanaaq und 1240 km südwärts bis nach Ittoqqortoormiit.

## Geschichte

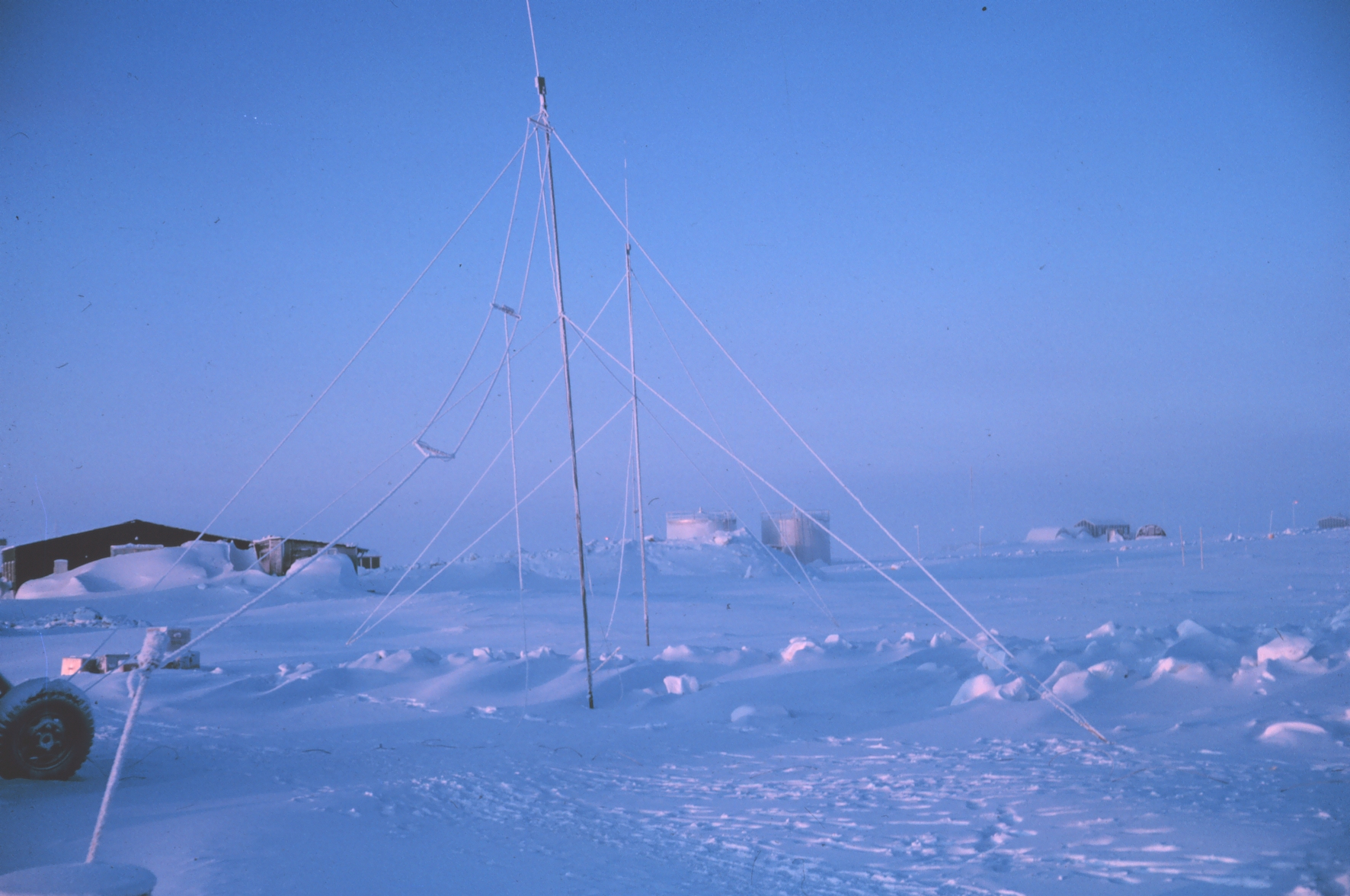
Station Nord (1967)

Die Station Nord wurde von 1952 bis 1953 im Rahmen des Kalten Kriegs von Dänemark auf eigene Kosten für die US Air Force errichtet, während die Vereinigten Staaten das Material von der Thule Air Base aus lieferten. Anschließend finanzierten die USA die Station mit. Sie diente als Wetter- und Funkstation für das US-Militär. In den ersten Jahren diente sie auch Eigil Knuth als Startpunkt für seine archäologischen Expeditionen. Die 1956 fertiggestellte 1800 m lange (nach anderen Angaben 1700 m und später auf 1300 m verkürzte) Landebahn diente als Notlandepiste. Daneben wurde die Station auch wissenschaftlich genutzt. Als das US-amerikanische Militär Wetterdaten per Satellit empfangen konnte, stellten sie die Versorgung der Station 1971 ein, woraufhin Dänemark sie 1972 schloss. Für die Versorgung der Sirius-Schlittenpatrouille in Nordgrönland wurde die Station Nord 1975 im Zuge der Operation Brilliant Ice wiedereröffnet und seither von den Dänischen Streitkräften betrieben. In den 1990er Jahren wurden die wissenschaftlichen Aktivitäten verstärkt. 2015 wurde die Villum Research Station eröffnet.

## Aufbau und Betrieb
Die Station bestand 2009 aus 35 Gebäuden sowie einer Landebahn (ICAO-Code: BGNO). Während sich bis zu den 1970er Jahren noch rund 30 Personen in der Station aufhielten, ist sie seit 1975 nur noch ganzjährig mit etwa fünf Soldaten des Arktisk Kommando besetzt, die jeweils für zwei Jahre angestellt werden. Während des Sommers können über 20 Wissenschaftler hinzukommen. Wegen der Lage ist das Meer ganzjährig zugefroren und ein Erreichen mit Versorgungsschiffen deswegen unmöglich. Die Landebahn muss deswegen regelmäßig vom Stationspersonal von Schnee befreit werden, um immer anfliegbar zu sein. Etwa zehnmal jährlich landen Versorgungsflugzeuge vom Typ Hercules auf der Landebahn. Die heutigen Aufgaben sind die Wahrung der Souveränität des Königreich Dänemarks im Nordosten Grönlands und die damit verbundene Versorgung der Sirius-Schlittenpatrouille auf ihren Patrouillenfahrten, sowie Forschungsarbeit in der Villum Research Station, wo wissenschaftliche Erkenntnisse unter anderem zu Atmosphärenforschung gesammelt werden.

## Klima
|                        | Jan | Feb | Mär | Apr | Mai | Jun | Jul | Aug | Sep | Okt | Nov | Dez |   |       |
| Mittl. Temperatur (°C) | −29 | −28 | −30 | −20 | −9  | 0   | 3   | 2   | −8  | −18 | −24 | −26 | ⌀ | −15,5 |
| Mittl. Tagesmax. (°C)  | −27 | −27 | −27 | −18 | −6  | 2   | 6   | 4   | −6  | −18 | −22 | −24 | ⌀ | −13,5 |
| Mittl. Tagesmin. (°C)  | −32 | −32 | −33 | −23 | −12 | −1  | 1   | 1   | −10 | −21 | −27 | −29 | ⌀ | −18,1 |
|                        |     |     |     |     |     |     |     |     |     |     |     |     |   |       |
| Niederschlag (mm)      | 12  | 13  | 14  | 22  | 11  | 10  | 17  | 23  | 25  | 19  | 20  | 17  | Σ | 203   |

| −32 |

| −32 |

| −33 |

| −23 |

| −12 |

| −1 |

| 1 |

| 1 |

| −10 |

| −21 |

| −27 |

| −29 |

| −32 |

| −32 |

| −33 |

| −23 |

| −12 |

| −1 |

| 1 |

| 1 |

| −10 |

| −21 |

| −27 |

| −29 |

| N i e d e r s c h l a g | 12  | 13  | 14  | 22  | 11  | 10  | 17  | 23  | 25  | 19  | 20  | 17  |
|                         | Jan | Feb | Mär | Apr | Mai | Jun | Jul | Aug | Sep | Okt | Nov | Dez |